# Królestwo Niebios

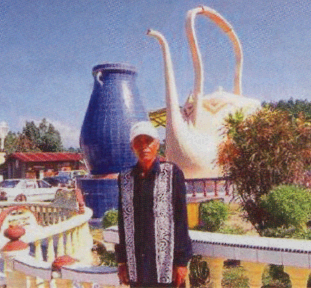
Na zdjęciu widoczny duży czajnik i waza przed rozbiórką, Ariffin Mohamed w planie

Królestwo Niebios (malajski: Kerajaan Langit, angielski:Sky Kingdom) – powstała w połowie lat osiemdziesiątych XX wieku malezyjska synkretyczna (abrahamowo-dharmiczna) wspólnota religijna. W czasach istnienia grupy liczba jej członków wahała się między 22 800, a 7000. 
W połowie lat 80. Ayah Pin (w tłumaczeniu Ojciec Pin), właściwie Ariffin Mohammed (zm. 2016), urodzony w 1941 roku były muzułmanin malezyjski, założył grupę wyznaniową, głoszącą osobliwą wiarę w Królestwo Niebieskie. Łączyła ona elementy islamu i kilku innych religii, m.in. hinduizmu i buddyzmu, z własnymi wyobrażeniami twórcy nt. Boga i zbawienia. 
Sekta, poza kontrolą władz państwowych, rozwijała się do 1998 r., gdy w Batu w stanie Terengganu na wschodnim wybrzeżu kraju, jej wyznawcy otworzyli główny ośrodek kultu. Był to rodzaj parku rozrywki w stylu Disneylandu: z domkami w formie parasola, klasycznymi kolumnami, a pośrodku ustawiono wielki czajnik, a obok niego - równie dużą błękitną filiżankę. Ayah Pin zaczął w ten sposób nawracać na swoją wiarę mieszkańców okolicznych wiosek i cudzoziemców.
Czajnik, symbolizujący ponowne napełnianie się ludzkości pokojem i błogosławieństwem niebios, stał się przedmiotem czci. "Umarłem w wieku 10 lat i odrodziłem się po 40 dniach; od tamtego czasu umierałem i rodziłem się na nowo jeszcze 17 razy" - mawiał o sobie twórca nowej religii. Będąc wieśniakiem i analfabetą opowiadał, że miał różne widzenia we śnie. Jeden z jego uczniów, wyjaśnił, że Ojciec Pin jest wcieleniem wszystkich bóstw: Śiwy, Buddy, Chrystusa i proroka Mahometa.
W 2005 roku grupę zniszczyły malezyjskie władze, a jej członków aresztowano za porzucenie islamu.
O tej grupie religijnej nakręcono film dokumentalny pt. Massacre Survivors: Malaysia's Secret Sect. 